# کارگزار-معامله‌گر
کارگزار-معامله‌گر (انگلیسی: Broker-dealer) در خدمات مالی، به شخص حقیقی، شرکت، سازمان یا موسسه‌ای اطلاق می‌شود، که به حساب خود (با دارایی‌های خود) یا به نمایندگی از مشتریان خود، اقدام به معامله و تجارت اوراق بهادار می‌نماید. این کارگزاران هسته مرکزی فرایند معاملات اوراق بهادار و مشتقات بشمار می‌آیند. بسیاری از کارگزار-معامله‌گران، بنگاه‌های مستقلی می‌باشند، که در زمینه ارائه خدمات کارگزاری و به‌عنوان کارگزار بازار سهام فعالیت می‌کنند. همچنین بخش اعظم کارگزاران معامله‌گر، واحدهای تجاری یا شرکت‌های تابعه و زیرمجموعه بانک‌های تجاری، بانک‌های سرمایه‌گذاری یا شرکت‌های سرمایه‌گذاری می‌باشند. کارگزاران معامله‌گر علاوه بر انجام معاملات اوراق بهادار، فروشندگان و توزیع کنندگان اصلی سهام صندوق‌های سرمایه‌گذاری مشترک نیز هستند. کارگزاران معامله‌گر کشف و اجرای قیمت را بین فروشندگان تسهیل می‌کنند.

## وظایف کارگزار معامله‌گر
پس از اعلام قیمت، فروشنده باید سایر شرایط ضروری قرارداد خرید و فروش اوراق (حداقل و حداکثر تعداد اوراق مشمول خرید و یا فروش و همچنین مدت اعتبار قیمت اعلام شده) را اعلام کند. نمایندگی ها کلیه وظایف یک کارگزار بورس از جمله مشاوره مالی را انجام می دهند. آنها گردش مالی (نقدینگی) یا بازارسازی (اعلام قیمت، فروش و خرید اوراق بهادار به قیمت اعلام شده، اعلام حداقل و حداکثر تعداد اوراق بهادار قابل خرید/فروش به قیمت اعلام شده) را سازماندهی و پشتیبانی می کنند. معامله‌گران مؤسسات مالی بزرگی هستند که اوراق بهادار را به کاربران نهایی می‌فروشند و سپس با مشارکت در بازار بین معامله‌گران، ریسک آن‌ها را پوشش می‌دهند. معامله‌گران بین‌المللی کشف و اجرای قیمت را بین فروشندگان تسهیل می‌کنند. 
در ایالات متحده، معامله‌گران کارگزار تحت قانون بورس اوراق بهادار سال 1934 توسط کمیسیون بورس و اوراق بهادار (SEC) کنترل می‌شوند. کلیه کارگزاران و نمایندگی هایی که در کمیسیون بورس و اوراق بهادار آمریکا ثبت شده اند ملزم به عضویت در شرکت حمایت از سرمایه گذاران اوراق بهادار (SIPC) هستند و مشمول مقررات آن می باشد. برخی از اختیارات نظارتی بیشتر به سازمان تنظیم مقررات صنعت مالی (FINRA) تفویض شده است. بسیاری از ایالت ها نیز بر اساس قوانین جداگانه ایالتی اوراق بهادار که قوانین آسمان آبی نامیده می شوند، معامله گران کارگزار را تنظیم می کنند. 